# Agave sebastiana
Agave sebastiana är en sparrisväxtart som beskrevs av Edward Lee Greene. Agave sebastiana ingår i släktet Agave och familjen sparrisväxter. Inga underarter finns listade i Catalogue of Life.

## Bildgalleri

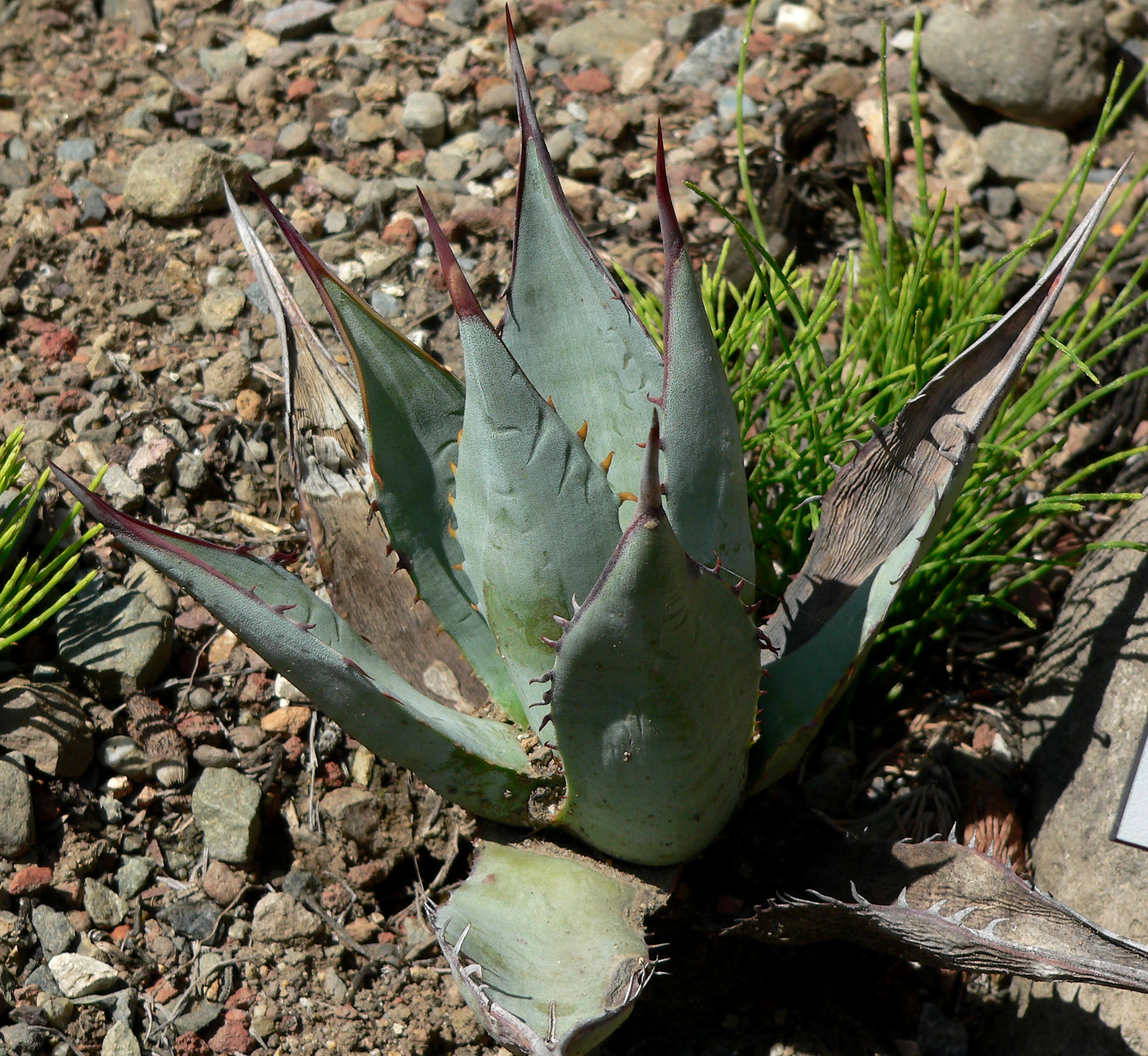
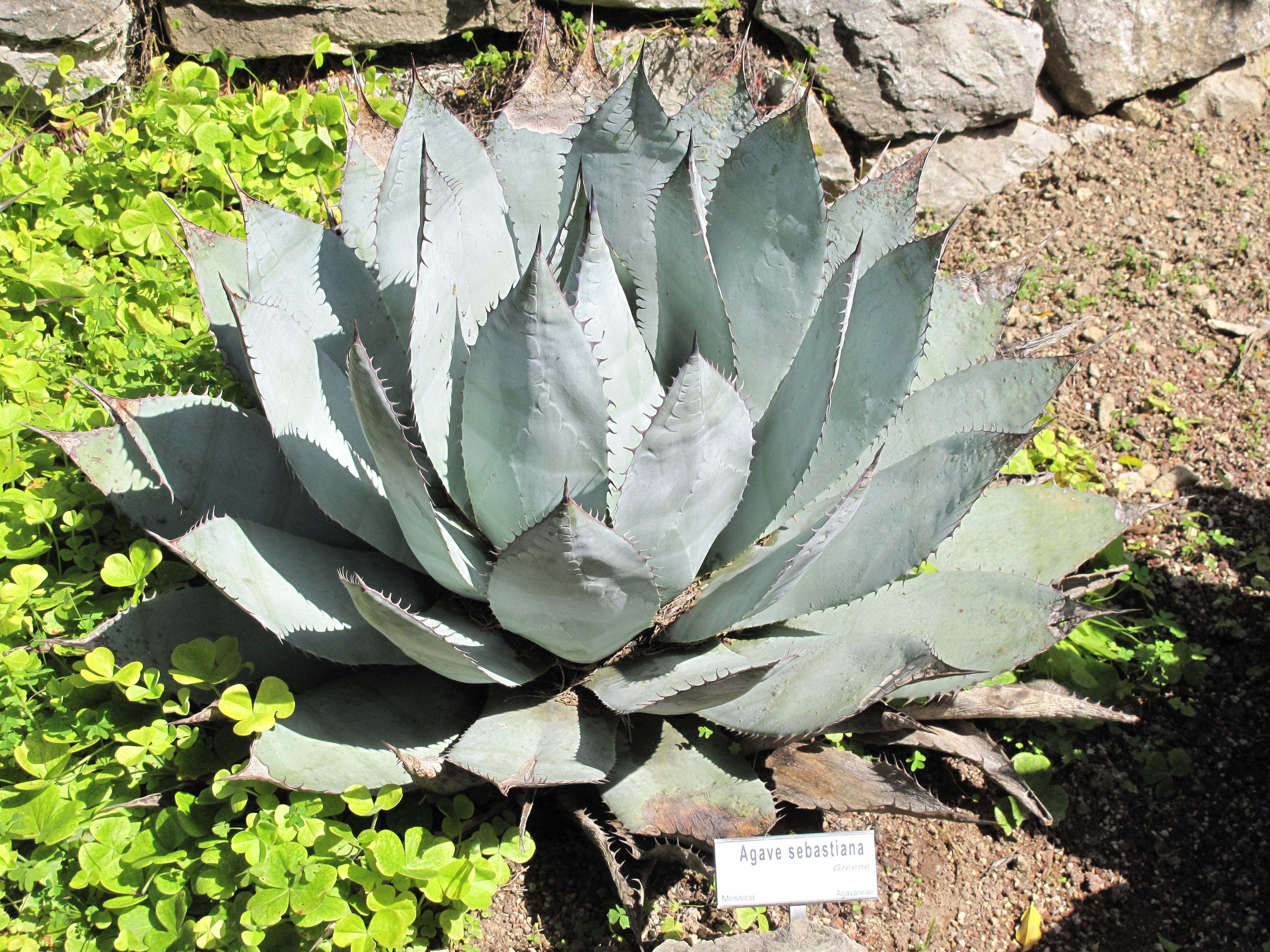